# Vitavatten (Jämshögs socken, Blekinge, 623695-142465)
Vitavatten är en sjö i Olofströms kommun i Blekinge och ingår i Mörrumsån-Skräbeåns kustområde. Sjön är 23,5 meter djup, har en yta på 0,334 kvadratkilometer och befinner sig 63,7 meter över havet. Vid provfiske har abborre, gädda och mört fångats i sjön.

## Delavrinningsområde
Vitavatten ingår i det delavrinningsområde (623728-142424) som SMHI kallar för Utloppet av Vitavatten. Medelhöjden är 72 meter över havet och ytan är 1,03 kvadratkilometer. Det finns inga avrinningsområden uppströms utan avrinningsområdet är högsta punkten. Vattendraget som avvattnar avrinningsområdet har biflödesordning 2, vilket innebär att vattnet flödar genom totalt 2 vattendrag innan det når havet efter 22 kilometer. Avrinningsområdet består mestadels av skog (62 %). Avrinningsområdet har 0,33 kvadratkilometer vattenytor vilket ger det en sjöprocent på 32,3 %.